# Kloster Solnhofen

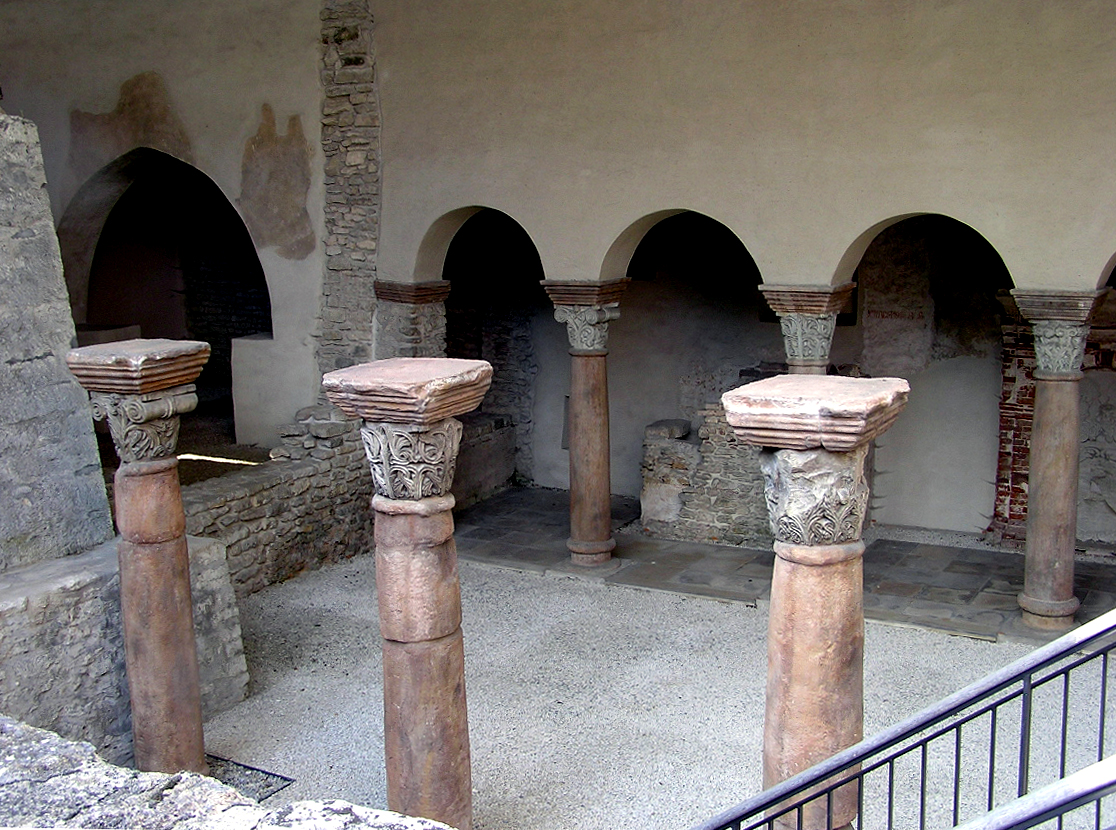
Sola-Basilika

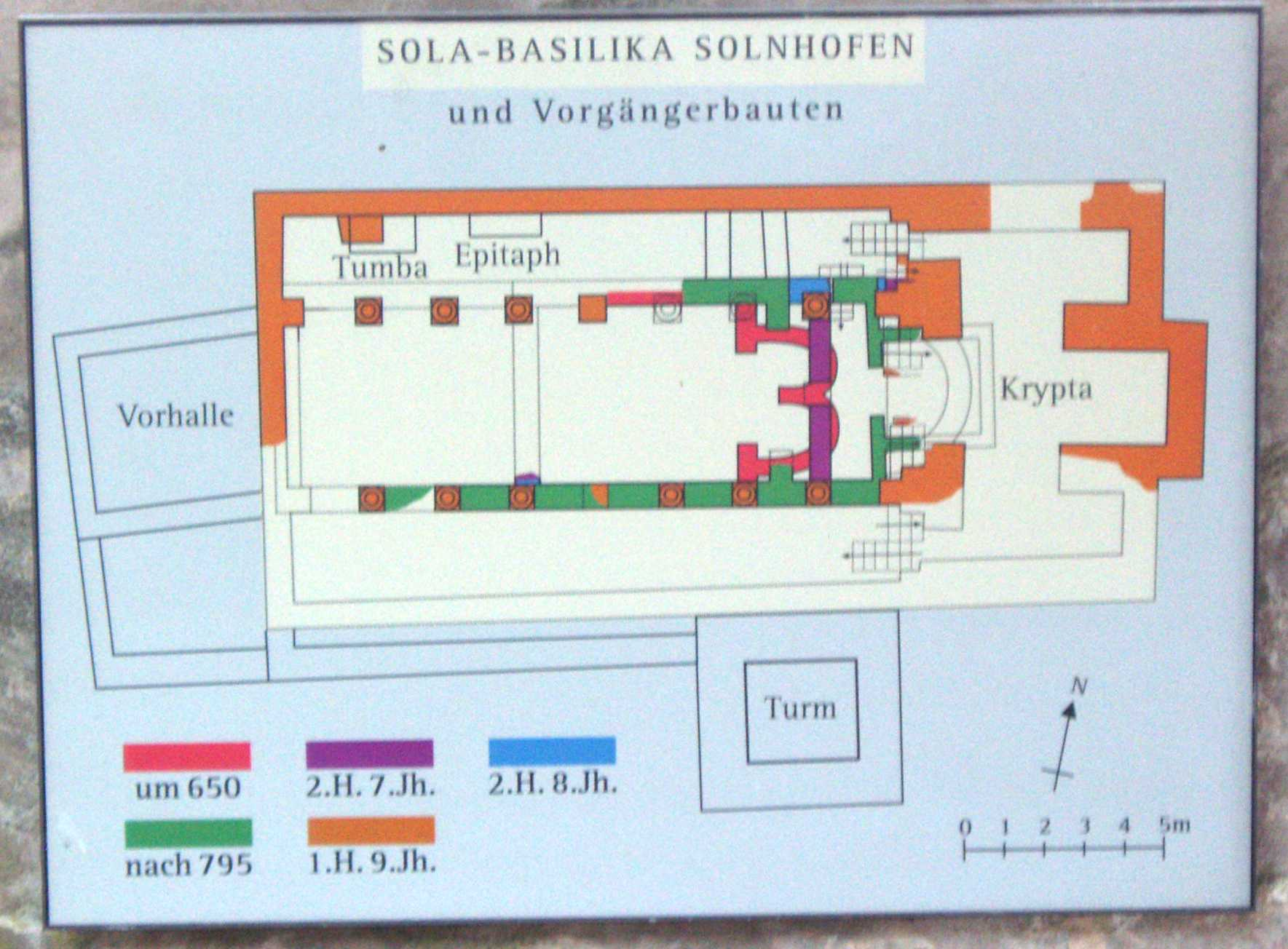
Sola-Basilika, Grabungsbefund

Das Kloster Solnhofen ist ein ehemaliges Kloster der Benediktiner in Solnhofen in Bayern in der Diözese Eichstätt.

## Geschichte
Das St. Salvator, der Heiligen Maria und St. Johannes Baptist geweihte Kloster, wurde nach 794 durch die Benediktinerabtei Fulda gegründet. Zuvor war dort seit 750 der Heilige Sola seelsorgerisch tätig, der die ihm von Fulda anvertrauten Güter 793 durch Karl den Großen geschenkt erhielt. Er vermachte die Schenkung in seinem Todesjahr 794 testamentarisch wiederum Fulda. Das Kloster wurde 1534 aufgehoben, nachdem im Jahr zuvor der Propst des Klosters zum Protestantismus übergetreten war.
Am Ort des Klosters Solnhofen sind seit etwa 650 verschiedene Kirchenbauten nachgewiesen, zuletzt bis zu ihrem Teilabbruch 1783 eine dreischiffige Basilika. Die restaurierten Reste der sogenannten Sola-Basilika gehören mit zu den ältesten Baudenkmalen in Deutschland; sie befinden sich unmittelbar nördlich der heutigen Pfarrkirche.